# 幸福满贯
《幸福满贯》是由马来西亚电视台ntv7和新加坡新传媒联合制作的马来西亚剧集，翻拍自新传媒当家小生郑斌辉和新传媒阿姐级艺人陈莉萍主演的《家财万贯》。

## 演员

### 主要演员
| 演員   | 角色   | 花名/职业/人物关系                                               |
| 刘铨盛 | 王正强 | 王正贤之弟 王正慧之兄 杜丽虹之丈夫 李若男之舅舅                  |
| 吕爱琼 | 王正贤 | 王正慧、王正强之姐 李耀光之妻 李若男之母                         |
| 郭舒贤 | 王正慧 | 王正强、王正慧之妹 郑国明之女友 李若男之姨                       |
| 梁丽芳 | 杜丽虹 | 王正强之妻 王正贤之弟媳 王正慧之大嫂 李耀光之外弟媳 李若男之舅母 |

### 其他演员
| 演員   | 角色   | 花名/职业/人物关系                                          |
| 李文海 | 李耀光 | 王正贤之丈夫 王正强、王正慧之姐夫 李若男之父 杜丽虹之外姐夫 |
| 沈倾掞 | 郑国明 | 王正慧之男友                                                |
| 吴佩淇 | 李若男 | 李耀光、王正贤之女 王正强、王正慧之侄女 杜丽虹之外侄女      |